# بارسينة
بارسینة، (بالفارسية:  پارسینه)، بارسينة هو عنوان موقع إخباري باللغة الفارسية على الإنترنت، يعمل منذ عام 2007، لتغطية الأخبار السياسية، والاجتماعية، والثقافية، والاقتصادية والدولية.
مؤسس موقع «بارسينة» هو «بهمن هداياتي» مدون إيراني، ومراسل سابق لوكالة مهر للأنباء، أما مديره الإداري هو «فرماه شيخ الإسلامي كندلوس»، صحفي ورئيس تحرير سابق لصحيفة راه مردوم.
«بارسینة» يعرف نفسه بأنه من وسائل الإعلام المستقلة، الغير منحازة لأي جهة أو أحزاب سياسية حتى الآن. وقد صنفت بارسینة، بين أول 20 موقع من المواقع الأخبارية الأكثر شعبية في [[إيران]9.

## مشاکل الحظر
موقع «بارسینة» تم حظره من قبل الحكومة الإيرانية مرتين، وتم استدعاء رئيس تحريره إلى المحكمة، بعد نشر بعض الأخبار.

## تغطية الإخبارية لأحداث سوريا
على الرغم من إنحيازها في تغطية الأحداث في سورية، إلا أن «بارسينة» تنشر بانتظام الأخبار، والتعليقات، والتحليلات، التي تغطي جانبي الصراع.